# نی‌نواز هاملین (فیلم ۱۹۷۲)
نی‌نواز هاملین (انگلیسی: The Pied Piper) یک فیلم به کارگردانی ژاک دمی است که در سال ۱۹۷۲ منتشر شد.

## بازیگران
- جک وایلد
- دونالد پلیسنس
- جان هارت
- دایانا دورس
- مایکل هوردرن
- پیتر وان